# Cavariella salicicola
Cavariella salicicola är en insektsart som först beskrevs av Matsumura 1917.  Cavariella salicicola ingår i släktet Cavariella och familjen långrörsbladlöss. Inga underarter finns listade i Catalogue of Life.